# Factorio
Factorio — комп'ютерна гра в жанрі автоматизація, розроблювана незалежною студією «Wube Software». Вихід альфа-версії гри відбувся 25 лютого 2016 року в Steam в ранньому доступі, а повноцінний реліз — 14 серпня 2020 року. Також після появи ігор в розробці на GOG.com, гра одразу ж потрапила в каталог і стала найбільш оціненою грою в розробці спільно з CrossCode. Доступна для платформ Microsoft Windows, Mac OS X, Linux, Nintendo Switch. Розробка гри була профінансована краудфандингом через сайт Indiegogo. Існує демоверсія.
Розробник гри висловився на підтримку України після початку повномасштабного російського вторгнення. Ціна на Factorio для України знизилася, а для Росії зросла 2 березня 2022 року. Студія «Wube Software», ухвалили рішення про перегляд цін у звʼязку з вторгненням Росії в Україну. Для України ціну знизили до 300₴, тоді як для Росії вона зросла до 1200₽.

## Ігровий процес
Factorio виконана в жанрі ізометричного економічного симулятора з елементами стратегії. Головним ігровим режимом є пісочниця (вільний режим). Гравець керує одним персонажем, який може вільно рухатися по карті заданого або нескінченного розміру, що являє собою поверхню незвіданою планети, спочатку пішки, а потім використовуючи різні транспортні засоби. Планета багата на природні ресурси — на корисні копалини, на воду і рослинність. Персонаж може видобувати ці ресурси вручну за допомогою інструментів, але набагато більш ефективний спосіб — побудова видобувних пристроїв. Аналогічна ситуація з обробкою сировини і всіма наступними етапами виробництва. Вже починаючи з ранньої стадії гри, гравець фізично не встигає виконувати всі дії, пов'язані з виробництвом продукції в достатній кількості, без застосування автоматики. Таким чином, основою ігрового процесу є створення великих виробничих ланцюжків і повсюдна автоматизація. Гравцю потрібно ретельно планувати структуру своєї фабрики, балансувати споживання і випуск компонентів. Оскільки родовища ресурсів виробляються, необхідно освоювати більш віддалені ділянки. Для постачання сировини на фабрику можна використовувати залізничну мережу — ще один важливий елемент гри. Управління поїздами схоже з системою з гри Transport Tycoon.
Забруднення, яке розповсюджується фабрикою, турбує мешканців планети — вигаданих членистоногих істот. Вони збираються в групи та нападають на джерело забруднення. Для захисту від них можуть використовуватися кам'яні стіни, автоматичні турелі, міни і т. п. Гравець може спробувати знищити їх лігво (одне з багатьох) за допомогою великого арсеналу озброєння, аж до танків і важкої артилерії.

## Сюжет
Сюжет кампанії розповідає про астронавта, який зазнав аварії на віддаленій невідомій планеті, повної нижчих форм життя і природних багатств. Тепер його основне завдання — вижити і при цьому постаратися зібрати ракету, щоб покинути планету. На щастя, головний герой, завдяки доброму знанню техніки, здатний створювати пристрої від парової машини до екзоскелета і інфраструктуру від ЛЕП до нафтопереробного заводу. Проте фауна планети старається знищити джерело забруднення, атакуючи споруди і самого астронавта.

## Розробка
Розробка гри йде з середини 2012 року. Спочатку команда складалася з одного розробника, але пізніше збільшилася до шести. Для фінансування гри була розпочата кампанія на краудфандинговому сайті Indiegogo. Збір коштів тривав з 31 січня по 3 березня 2013 року. Зібрана сума склала 21 тис. євро при цілі в 17 тис. євро. Натхненні успіхом, розробники почали продавати альфа-версію Factorio на офіційному сайті гри. На лютий 2016 продажі склали 114 тис. копій. У Wube Software вважають, що такого значного числа вдалося досягти завдяки трейлеру гри, викладеному в квітні 2014 року.
Засновник студії, Михал Коварик (Kovarex) згадав Minecraft з модифікаціями BuildCraft і IndustrialCraft, як джерело натхнення для своєї гри.
25 лютого 2016 року Factorio з'явилася в ранньому доступі Steam. Вихід повної версії було заплановано на літо 2018 року, але він відбувся лише 14 серпня 2020 року.

## Моди
Для гри існують моди, створювані ком`юніті мовою програмування Lua.

## Відгуки та критика
| Агрегатор  | Оцінка |
| ---------- | ------ |
| Metacritic | 90/100 |

| Видання        | Оцінка |
| -------------- | ------ |
| IGN            | 8/10   |
| Nintendo Life  | [ 18 ] |
| PC Gamer (США) | 91/100 |

Factorio, перебуваючи у ранньому доступі, отримала переважно позитивні відгуки критиків. 2018 року гра була номінована гравцями на «Нагороди Steam» в категорії «Веселощі з машинами». На початок 2020 року було продано 2 мільйони копій гри; на початок 2021 — понад 2,5 мільйони; станом на шосту річницю гри у лютому 2022 — понад 3,1 мільйона.
Після релізу у 2020 році Factorio отримала позитивні відгуки. Рік Лейн з журналу PC Gamer назвав гру «виробничим шедевром». Ніколас Перез з журналу Paste похвалив розробників за те, як вони використали період раннього доступу, вказавши, що «Factorio подала приклад справжніх можливостей системи Early Access». На IndieGameReviewer.com у 2013 році Factorio була названа одною з найбільш очікуваних ігор, а після виходу — «Інді-грою року». Сайт Rock Paper Shotgun дав Factorio 7 місце серед найкращих ігор про менеджмент для ПК.